# Egina
L'illa d'Egina és una de les Illes Saròniques, que pertany a la prefectura o nomós de l'Àtica, Grècia. És al mig del golf Sarònic, entre les illes de Salamina al nord, Anguistri a l'oest i Poros al sud; es troba a una desena de quilòmetres de la costa nord-est de la península de Méthano, al Peloponès, i al sud-oest del Pireu, port del qual dista uns 20 km. L'illa i els illots que la rodegen conformen un municipi.
Segons la tradició, el nom deriva d'Egina, mare d'Èac, que hi va néixer i hi va regnar. Homer la menciona al "Catàleg de les naus" de la Ilíada, i diu que van enviar un contingent d'homes a la guerra de Troia que es va posar a les ordres de Diomedes.

## Descripció

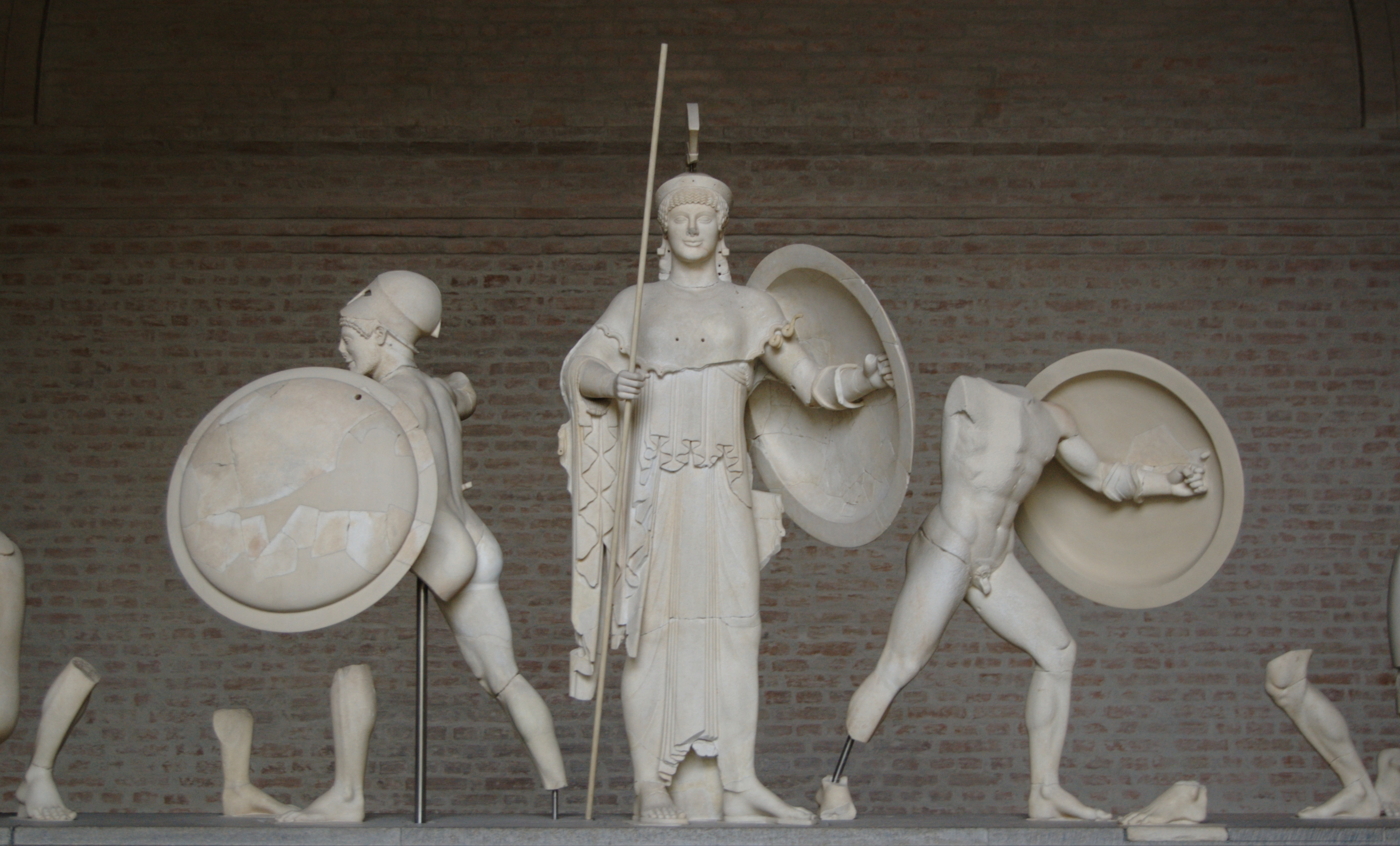
Atena del frontó est del temple d'Afea a Egina

Té forma triangular, de 13 km de llarg per 15 d'ample, amb una superfície de 106 km². La població, el 2001, era d'11.630 habitants. Dues terceres parts de l'illa són conseqüència de l'activitat d'un volcà extingit. La part septentrional i occidental d'Egina està formada per planes rocoses però fèrtils, profusament cultivades, que produeixen majoritàriament cereals i també cotó, vinya i arbres fruiters (ametllers, oliveres, figueres), si bé el conreu més característic d'Egina són els pistatxos o festucs. La pesca d'esponges també és important en l'economia illenca. La part meridional de l'illa, d'origen volcànic, és aspra, muntanyosa i àrida. La màxima altitud, al sud, té 534 m. A causa de l'absència d'aiguamolls el clima d'Egina és dels més saludables de Grècia.
La capital, a l'extrem nord-occidental de l'illa, es diu també Egina i és un port pesquer i residència estiuenca de molts atenencs. Ioannis Kapodístrias (1776-1831), el primer cap d'estat de la nova Grècia, hi va fer aixecar un gran edifici destinat a caserna militar, que fou utilitzat més endavant com a museu, biblioteca i escola. El museu fou la primera institució d'aquesta mena de tot Grècia, però la col·lecció que albergava fou traslladada a Atenes el 1834. A la plaça major Kapodístrias hi té una estàtua commemorativa.
El temple d'Afea, al nord-est d'Egina, d'estil dòric, és un dels més ben conservats de tot Grècia. L'interior es divideix en tres naus, separades per columnes superposades. Estava dedicat a una deessa local, Afea, associada amb l'Atena grega. En destaquen els frontons, un dels cims de l'escultura de la primera època clàssica.

## Història

### Història antiga
En la mitologia grega, Egina era la filla del riu déu Asop i de la nimfa Mètope. Va ser mare d'almenys dos fills: amb Àctor va tenir Meneci i amb Zeus va engendrar Èac. Quan Zeus va raptar Egina, se la va endur a Enone, una illa propera a la costa de l'Àtica. Aquesta illa seria coneguda més tard com a Egina. Allà fou on l'Egina mitològica infantà Èac, que més endavant esdevindria rei d'Enone, des de llavors anomenada Egina en honor de sa mare. S'hi celebraven els festivals Eàcia i Fira dels eginetes.
Egina fou colonitzada pels doris d'Epidaure i després va passar a Fedó, tirà d'Argos (748 aC). El 563 aC tenia una marina important i s'hi va construir el temple de Zeus, però encara depenia d'Epidaure, de la qual no va tardar a fer-se independent.

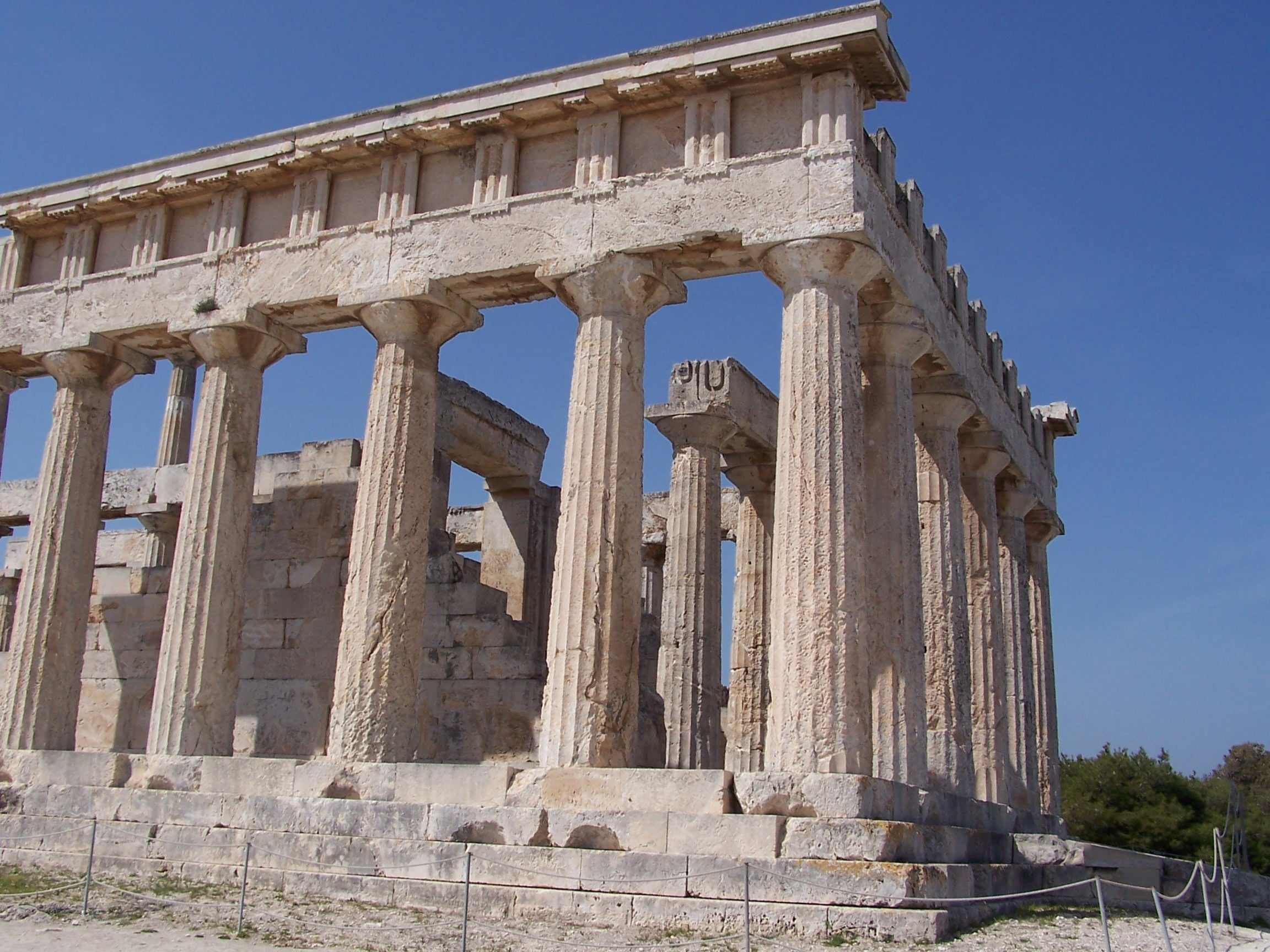
Temple d'Afea

El 505 aC es va aliar amb Tebes contra Atenes i les naus d'Egina van assolar la costa de l'Àtica durant anys. El 500 aC posseïa un imperi marítim i una nombrosa població i va fundar colònies, com Cidònia, a Creta, i una altra a Úmbria. El seu govern era aristocràtic.
Durant els següents anys l'escola d'art d'Egina va donar artistes com Cal·ló, Anaxàgores, Glàucies, Simó i Onates.
Amb la invasió persa de Xerxes, Egina va participar amb les ciutats gregues i va aportar 30 vaixells en la batalla de Salamina (480 aC).
Vers el 457 aC Egina fou derrotada pels atenesos dirigits per Leòcrates en una batalla naval i la principal fortalesa illenca, anomenada també Egina, es va rendir el 456 aC i l'illa va a passar a formar part de l'Imperi Atenenc, al qual pagava un tribut anyal; hagué de lliurar els seus vaixells i se li destruïren les muralles.
El 431 aC, amb la guerra del Peloponès, la població fou expulsada de l'illa pels atenencs i substituïda per ciutadans d'Atenes. Els expulsats es van establir a Thirea, en territori lacedemoni, però van poder tornar per decisió de Lisandre, després de la batalla d'Aegospotami (405 aC). Des de llavors va ser una ciutat grega secundària, incorporada per Publi Sulplici a Roma el 208 aC; Roma la va entregar a la Lliga Etòlia, i els etolis la van vendre al rei Àtal I de Pèrgam (mort el 197 aC). El regne de Pèrgam va passar a Roma i l'illa fou incorporada a Roma amb la resta de Grècia, i va quedar a la part oriental de l'imperi arran de la partició de l'any 395. Va ser possessió romana d'Orient fins a les croades, i un temps després de la conquesta de Constantinoble pels llatins (1204) es va constituir en senyoria, que després va heretar la Corona d'Aragó.

### La senyoria d'Egina
La presència catalana a Egina es perllongà durant més de cent trenta anys, de 1317 fins a 1451.
Egina fou una senyoria del ducat d'Atenes (en català antic Eguena o Leguena) que va ser aportada en dot per Marulla de Verona al seu marit Alfons Frederic d'Aragó, comte de Salona, al qual van succeir els seus fills Pere, Joan, Jaume i Bonifaci Frederic d'Aragó.
El fill de Bonifaci Frederic, Pere Frederic, es va revoltar, i el vicari general d'Atenes i cosí seu, Lluís Frederic d'Aragó, el va derrotar i li va confiscar la senyoria el 1380, però més tard la va retornar al fill de l'expropiat, Joan Frederic d'Aragó, que va tenir una filla que es va casar el 1394 amb Antoni I de Caupena, senyor de Piada, fill d'Aliot de Caupena, coper reial de Sicília.
Antoni fou senyor d'Egina del 1402 fins al 1418, en què el va succeir el seu fill Aliot de Caupena, que el 1425 va posar l'illa sota protectorat venecià, però amb la clàusula que, en cas d'extinció de la dinastia de Caupena, la senyoria passaria a Venècia.
El 1440 va morir Aliot i el va succeir el seu fill Antoni II, casat amb una filla d'Antoni I Acciajuoli, però va morir sense fills el 1451. La successió corresponia a Arnau Guillem de Caupena, germà d'Aliot i senyor de Piada, que va renunciar a Egina el 1451 i va morir el 1460. El seu fill Aliot de Caupena es va proclamar senyor de Piada i d'Egina, però el seu intent no va reeixir i Venècia va conservar l'illa.

### Llista de senyors d'Egina (dinastia d'Aragó)
- Marulla de Verona
- Alfons Frederic d'Aragó, comte de Salona
- Pere d'Aragó
- Joan d'Aragó
- Jaume d'Aragó
- Bonifaci Frederic d'Aragó
- Pere Frederic d'Aragó (?-1380)
- Lluís Frederic d'Aragó (1380-?)
- Joan Frederic d'Aragó (?-1402)

### Llista de senyors d'Egina i de Piada (dinastia de Caupena)
- Antoni I de Caupena, senyor de Piada i d'Egina 1402-1418
- Aliot I de Caupena, senyor de Piada i d'Egina 1418-1440
- Antoni II de Caupena, senyor de Piada i d'Egina 1440-1451
- Arnau Guillem de Caupena, senyor de Piada 1451-1460
- Egina a Venècia el 1451
- Aliot de Caupena 1460 (rebel·lió)

### Història moderna
El 1537 l'illa, una pròspera colònia veneciana, fou envaïda i assolada pel pirata Barba-rossa o Khair ed-Din. Un dels últims baluards venecians de l'est de la Mediterrània, l'illa fou cedida a l'Imperi Otomà pel tractat de Passarowitz el 1718. Entre el gener del 1828 i el desembre del 1829 va esdevenir la primera capital de la Grècia moderna. Avui dia Egina és una reputada destinació turística. Des del port del Pireu només es triga poc més de mitja hora a arribar a l'illa.